# Рое-Вольчіано
Рое-Вольчіано (італ. Roè Volciano) — муніципалітет в Італії, у регіоні Ломбардія, провінція Брешія.
Рое-Вольчіано розташоване на відстані близько 450 км на північ від Рима, 105 км на схід від Мілана, 25 км на північний схід від Брешії.
Населення — 4550 осіб (2014).
Покровитель — Santi Pietro e Paolo.

## Демографія
Населення за роками:

Станом на 1 січня 2023 року в муніципалітеті офіційно проживало 314 іноземців з 42 країн, серед них 69 громадян країн Євросоюзу та 26 громадян України.

## Сусідні муніципалітети
- Гавардо
- Сало
- Віллануова-суль-Клізі
- Вобарно